# 鮑·貝克
鮑·貝克（英語：Bowe Becker，1997年7月7日—）是一名出生於美國伊利諾州芝加哥的游泳運動員，曾就讀明尼蘇達大學，曾經獲得2019年NCAA一級男子游泳錦標賽100碼自由泳亞軍。

## 外部連結
- 鮑·貝克的X（前Twitter）
- 鮑·貝克的Instagram帳戶